# Mariánovice
Mariánovice je část okresního města Benešov. Nachází se na jihu Benešova. Mariánovice leží v katastrálním území Benešov u Prahy o výměře 40,24 km². Zajíždí sem linka č. 2 benešovské městské autobusové dopravy, kterou provozuje firma ČSAD Benešov.

## Název
Původní název vesnice byl odvozen z osobního jména Ondřej ve významu ves lidí Ondřejových. Nový název se začal používat pro hospodářský dvůr, který na místě bývalé vesnice vznikl. Byl pojmenován po Marii Anně z Vrtby, která po smrti svého manžela spravovala konopišťské panství v letech 1762–1785. V historických pramenech se název objevuje ve tvarech: de Ondrziegewicz (1285), in Ondrzieiowicz (1397), Ondrziegewicze (1497), Wondrzeyowicze (1497), ve Wondržegowiczych (1609), Ondržegowitz nebo Marianowicze (1788) a Marianowitz (1849).

## Historie
Od roku 1311 ves pod jménem Ondřejovice náležela k panství Konopiště. Během třicetileté války zpustla.
První písemná zmínka o vesnici pochází z roku 1788.
V roce 1869 byla vesnice součástí obce Jírovice a od 1. dubna 1992 se vesnice stala součástí města Benešov.

## Obyvatelstvo
V roce 1874 zde žilo 87 obyvatel a stál zde dvůr, ovčín a myslivna.
| Rok            | 1869 | 1880 | 1890 | 1900 | 1910 | 1921 | 1930 | 1950 | 1961 | 1970 | 1980 | 1991 | 2001 | 2011 | 2021 |
| -------------- | ---- | ---- | ---- | ---- | ---- | ---- | ---- | ---- | ---- | ---- | ---- | ---- | ---- | ---- | ---- |
| Počet obyvatel | 0    | 0    | 0    | 0    | 0    | 0    | 0    | 0    | 0    | 0    | 57   | 38   | 26   | 53   | 203  |
| Počet domů     | 0    | 0    | 0    | 0    | 0    | 0    | 0    | 0    | 0    | 0    | 11   | 12   | 9    | 18   | 18   |